# Kecskeméti Atlétika és Rugby Club
A Kecskeméti Atlétika és Rugby Club rögbi szakosztálya egy kecskeméti rögbicsapat. Jelenleg a Széktói Stadion 4. pályáján játssza a mérkőzéseit, de a fontosabb találkozókat a centerpályán rendezik.

## Történet
A csapat 1979-ben alakult a helyi Gépipari és Automatizálási Műszaki Főiskola hallgatóiból, így ez a legrégebbi, ma is működő magyar rögbicsapat. 1995-ben felvette a KRC, majd egy évre rá a KSC atlétikai szakosztályával való egyesülés után a KARC nevet. A csapat legnagyobb sikerét az 1998-as bajnokság megnyerése jelenti, ezenkívül fontos megemlíteni az utánpótlásnevelés, illetve a sportág hazai népszerűsítése terén elért eredményeit is.
A 2000-es évekig rendelkezett futball szakosztállyal is.

## Sikerek
Magyar első osztályú rögbi-bajnokság
- 1-szeres bajnok: 1998
- 4-szeres ezüstérmes: 2006, 2010, 2014, 2016
- 6-szoros bronzérmes: 2003, 2005, 2007, 2008, 2009, 2015

Egyelőre csak az 1998-as évtől szerepelnek itt eredmények.

## Mez
A csapat meze hagyományosan kék-fekete, az alábbi összeállításban:

## Külső hivatkozások
- A csapat honlapja
- A Magyar Rögbi Szövetség honlapján